# Arthur Diemer Kool
Arthur Diemer Kool (Paramaribo, 30 januari 1896 – Saint-Jorioz, 3 oktober 1959) was een Nederlands tennisspeler.

## Loopbaan
Arthur Diemer Kool werd geboren in Paramaribo als zoon van Johan Arthur Diemer Kool (1866-1957) en Agatha Sophia Beijnen (1866-1937). Hij was een kleinzoon van generaal Arthur Kool (1841–1914), chef van de Generale Staf en korte tijd minister van Oorlog.
Diemer Kool gold als een waar tennisfenomeen. In 1912 versloeg hij als 16-jarige de negen jaar oudere Otto Blom en werd hij kampioen van Nederland in het heren-enkelspel. Deze prestatie herhaalde hij in 1915, 1916 en 1917. In het heren-dubbel werd hij met Gerard Scheurleer Nederlands kampioen in 1914, 1915 en in 1919 en met Christiaan van Lennep in 1916 en 1923. Ook in het gemengd-dubbel behaalde hij enige malen het Nederlands kampioenschap: in 1914 met Loes Everts en in 1916 en 1917 met Marie de Bloeme. Diemer Kool was ook actief op het internationale speelveld. In 1921 behaalde hij de derde ronde op Wimbledon. In de periode 1920-1933 kwam hij voor Nederland uit in het Daviscup-toernooi.
Arthur Diemer Kool studeerde rechten en promoveerde in 1918 in Leiden. Vervolgens was hij werkzaam in het bankwezen. Hij trouwde in 1918 met zijn tennispartner Marie de Bloeme. Hun dochter trouwde met de zoon van Otto Blom.